# Verkkosaari (ö i Mellersta Finland, Jyväskylä, lat 62,11, long 25,74)
Verkkosaari är en ö i Finland. Den ligger i sjön Päijänne och i kommunen Jyväskylä i den ekonomiska regionen  Jyväskylä ekonomiska region  och landskapet Mellersta Finland, i den södra delen av landet, 220 km norr om huvudstaden Helsingfors. Öns area är 0,7 hektar och dess största längd är 140 meter i sydväst-nordöstlig riktning.